# 土岐少年自然の家
岐阜県土岐少年自然の家（ぎふけんときしょうねんしぜんのいえ）とは、岐阜県土岐市定林寺に存在した少年自然の家。青少年研修施設、宿泊・研修施設であり、公共施設でもあった。運営は土岐市ではなく、岐阜県が行っていたが2010年3月末で閉所。2011年に宿泊棟と体育館が解体された後、跡地等は土岐市に返還され土岐市総合活動センターキャンプ場等として再利用されていたが、2013年3月31日をもって廃止されている。
1975年8月30日に若人の丘の施設として完成（初代所長は加藤秀太郎）。以来、東濃各地の小学校・中学校やスポーツ団体等の合宿などに使用されていた。この他にも、少年自然の家が独自で企画したキャンプ等も行われていた。
土岐少年自然の家オリジナルの所歌も存在した。

## 施設
施設は宿泊棟と体育館の2つに分けられていた。なお、現在は共に解体済である。
宿泊棟は3階建てで、2階と3階に宿泊用の部屋がある。また、宿泊部屋の部屋名には特徴があり、2階は鳥の名前（うぐいす、やまがら等）、3階は花の名前（さぎそう、ささゆり等）を用いた部屋がある。部屋内には2段ベッドが2つあり、1部屋4名の宿泊が可能となっている。また、大人数が宿泊可能なリーダー室もある。1階には食堂・自動販売機・研修室などもあり、宿泊棟の外にはクラフト室もある。また、リネン室は1階に加え、2階のトイレ横にもある。このほか、身体障害者用トイレも1階・2階にある。ただし、宿泊棟にはエレベーターが設置されていないため、1階から2階に移動する場合はあらかじめ、係員に連絡し、申し出る必要がある。
なお、ホテルや旅館とは異なり、自然の中の活動を前提にしている少年自然の家であるため、他の少年自然の家同様、室内にはテレビは設置されていなかった。

## 利用時刻
原則、土岐市青少年活動センターの利用可能時刻に準じているため、午前9時から午後5時までの利用となっていた。なお、最終退場時刻は午後5時のため、午後5時以降に活動する団体は少年自然の家で宿泊することとなる。また、入所式・退所式はカットすることはできない。
基本的に少年自然の家を利用する団体は宿泊形式で利用する場合が殆どだが、日帰りでの利用も可能である（ただし、前述の通り、午後5時までの退場という条件付であり、また、体験活動によっては日帰りで対応できない場合もある）。
消灯時刻は22時（午後10時）であり、起床時間は団体によって異なる。

## 体験活動
少年自然の家であることから自然の中での体験活動が中心となっていた。
- 野外炊事
- ネイチャービンゴ
- スコアOL（オリエンテーション）
- キャンドルサービス

## 交通アクセス
土岐市民バス美濃焼団地線・若人の丘停下車（JR土岐市駅始発）。ただし、便が少ない時間帯もあるため、乗り遅れに注意が必要である。